# Scotoecus
Scotoecus ist eine Gattung von Fledermäusen in der Familie der Glattnasen (Vespertilionidae). Die Arten kommen in Afrika südlich der Sahara und im Süden Asiens vor.
Folgende Arten zählen zur Gattung.
- Scotoecus albofuscus, im Westen und Osten Afrikas.
- Scotoecus hirundo, südlich der Sahelzone sowie in Ostafrika.
- Scotoecus pallidus, in Pakistan und Indien.

Diese Fledermäuse erreichen eine Kopf-Rumpf-Länge von 46 bis 68 mm, eine Schwanzlänge von 28 bis 40 mm sowie eine Unterarmlänge von 28 bis 38 mm. Das Gewicht liegt bei 4 bis 5 g. Die Farbe des seidigen Fells variiert zwischen bräunlich, rötlich und dunkelgrau. Bei Scotoecus hirundo sind die Flughäute dunkel und der Körper hell, wogegen es bei Scotoecus albofuscus genau umgekehrt ist. Scotoecus pallidus ist durch eine hellbraune Unterseite gekennzeichnet. Die Vertreter der Gattung ähneln den Amerikanischen Abendseglern (Nycticeius) im äußeren Erscheinungsbild, sie besitzen jedoch eine breitere Schnauze und glatte Flächen an der Vorderseite der Eckzähne.
Als Lebensraum dienen den afrikanischen Arten offene Landschaften mit mehreren Bäumen. Scotoecus pallidus lebt in Halbwüsten und ruht unter Häuserdächern, in Wirtschaftsgebäuden oder in Grabstätten. Bei dieser Art bilden beide Geschlechter im Frühjahr gemischte Kolonien, die sich vor der Geburt der Jungtiere im Sommer trennen. Vermutlich ist die Fortpflanzung auch bei den afrikanischen Arten an die wärmeren Jahreszeiten gebunden.